# Régional 1 (Francia)
La Régional 1, precedentemente nota come Division d'Honneur, è il sesto livello del campionato francese di calcio, il più alto gestito dalle tredici federazioni regionali attive in Francia. Insieme, queste competizioni si pongono al di sotto del Championnat National 3 e al di sopra dei Régional 2.
Con questo nome si identificano anche le massime serie dei territori d'oltremare francesi di Guadalupa, Guyana francese, Martinica, Mayotte e La Riunione.

## Storia
Fino al 1927, anno di fondazione del Championnat de France amateur, la Division d'Honneur è stato il massimo livello del campionato francese, e dal 1932 (quando il Championnat de France amateur è stato convertito a campionato professionistico) fino alla formazione del Championnat National del 1970 è rimasto come massima competizione amatoriale in Francia.
Dal termine della Seconda guerra mondiale il campionato è sempre stato disputato, eccezion fatta per la stagione 2020-21, che è stata interrotta nell'ottobre 2020 e sospesa definitivamente il 24 marzo 2021, a causa della Pandemia di COVID-19 in Francia.

## Gruppi
Le autorità calcistiche di ciascuna delle regioni francesi organizza liberamente il proprio torneo, talvolta a girone unico e altre volte in due o tre gruppi. Per ovvie ragioni geografiche, le squadre d'oltremare non salgono di livello a causa delle grandissime distanze che dovrebbero percorrere in caso di promozione.
Le leghe metropolitane sono 13 e garantiscono la promozione dei rispettivi campioni, mentre ulteriori ascese sono determinate dagli accordi basati sull'importanza di ciascun torneo, oltre che dal bilanciamento con gli esiti delle retrocessioni dal N3. Le leghe d'oltremare sono invece 6 e risultano separate dal sistema.

### Leghe metropolitane
Le leghe che si disputano sul territorio della Francia metropolitana sono 13:
- Régional 1 - Auvergne-Rhône-Alpes
- Régional 1 - Bourgogne-Franche-Comté
- Régional 1 - Bretagne
- Régional 1 - Centre-Val de Loire
- Régional 1 - Corse
- Régional 1 - Grand-Est
- Régional 1 - Hauts-de-France
- Régional 1 - Méditerranée
- Régional 1 - Normandie
- Régional 1 - Nouvelle-Aquitaine
- Régional 1 - Occitanie
- Régional 1 - Paris Île-de-France
- Réguonal 1 - Pays de la Loire

### Leghe d'oltreoceano
Per le squadre di territori d'oltreoceano, la Régional 1 rappresenta il massimo livello calcistico, in quanto non possono essere promosse in Championnat National 3 e nelle altre competizioni della Francia continentale.
Le leghe sono 6
- Régional 1 - Mayotte
- Division d'Honneur - Guadalupa
- Championnat National - Guyana Francese